# Кушман, Шарлотта
Шарлотта Кушман (Кашмен) (англ. Charlotte Saunders Cushman; 1816—1876) — американская театральная актриса; обладала голосом контральто полного регистра — могла исполнять женские и мужские роли. Периодически жила за границей, имела много знакомых из богемы, некоторые из них стали частью её бурной личной жизни.

## Биография
Родилась 23 июля 1816 года в Бостоне, штат Массачусетс.
Была потомком в восьмом поколении от Роберта Кушмана, который помогал организовывать вояж в Соединённые Штаты английского торгового судна «Мейфлауэр» в 1621 году и позже привёз сюда свою семью на корабле «Фортуна». Роберт Кушман (1577—1625) был одним из лидеров борьбы за права эмигрантов в Америке, став проповедником в создававшихся колониях. Отец Шарлотты — Elkanah Cushman, стал успешным торговцем; мать — Mary Eliza Babbitt Cushman.
Девочка была развитым и одарённым ребёнком, выделяясь среди одноклассников, обладала красивым голосом. Двое друзей её отца — John Mackay и Jonas Chickering, имевшие отношение к фортепианной фабрике, способствовали получению Шарлоттой музыкального образования. Когда ей было тринадцать, отец переживал серьёзные финансовые трудности и вскоре умер, оставив семью почти ни с чем. Это побудило Шарлотту искать какой-то доход для семьи, несмотря на то, что она оставила школу и продолжала обучение, чтобы стать оперной певицей.
Когда в 1834 году Бостон посетила шотландская певица Mary Ann Paton, Джон Маккей представил ей Шарлотту, которая пела с ней в двух концертах. Через своих знакомых Маккей устроил Кушман ученицей к James G. Maeder, одному из руководителей бостонского театра Tremont Theatre, где Шарлотта дебютировала в роли графини Альмавива в опере «Свадьба Фигаро». В 1835 году вместе с труппой она поехала в Новый Орлеан, где временно потеряла голос. Но после восстановления с успехом выступала в течение одного сезона, после чего вернулась в Нью-Йорк и по контракту работала в Bowery Theatre.
В 1839 году её младшая сестра Сузан тоже стала актрисой и в возрасте 14 лет вышла замуж за Нельсона Мерримана (англ. Nelson Merriman). Муж бросил её, когда она была беременна, и Шарлотта ухаживала за сестрой. Обе сестры были известны игрой в «Ромео и Джульетте», где Шарлотта играла Ромео. После оставления сцены Сьюзен повторно и удачно вышла замуж за ливерпульского учёного Джеймса Маспрэтта.
В 1843 году Шарлотта имела романтические отношения с Розалией Салли (англ. Rosalie Sully), дочерью художника Томаса Салли. В 1844 году их связь прекратилась. Кушман начала путешествовать за границей, выступая в разных театрах. Салли вскоре скончалась.
В 1848 году в Европе Шарлотта встретилась с журналисткой, писательницей и по совместительству актрисой Матильдой Хейс. Две женщины стали друзьями, и через некоторое время их отношения переросли в любовный роман. В последующие десять лет они были вместе и стали открыто известны в Европе как пара. В 1849 году Шарлотта Кушман вернулась в Соединённые Штаты и в 1852 году приняла решение уйти со сцены. Она решила поселиться с Матильдой в Риме, Италия, где они жили в американской богемной диаспоре, состоящей большей частью из художников и скульпторов. Свою известность Шарлотта использовала для популяризации произведений американской женщины-скульптора афро-индейского происхождения — Эдмонии Льюис, которая была её близким другом и в это время находилась в Риме.
В 1854 году Матильда Хейс оставила Шарлотту ради другой лесбиянки — скульптора Харриет Хосмер, но снова вернулась к Кушман, хотя с этого времени в их отношениях проявилась некоторая напряжённость. К концу 1857 года Шарлотта вступила в связь со скульптором Эммой Стеббинс; узнав про это, Матильда пришла в ярость и уехала от Шарлотты. Она даже подавала на партнёршу в суд, заявив, что пожертвовала своей карьерой ради карьеры Кушман, и требовала материальную компенсацию. Шарлотта заплатила Матильде неизвестную для публики сумму, и две женщины расстались навсегда.
Эмма Стеббинс в компании с Шарлоттой путешествовала по Америке; подруга успела завести в это время роман с 18-летней актрисой Эммой Кроу, дочерью предпринимательницы и политика Уэймена Кроу (англ. Wayman Crow). В 1861 году Шарлотта собралась в Италию и перед этим сделала прощальное выступление в Вашингтонском театре (англ. Washington Theater ) в заглавной роли в «Гамлете». Когда Кушман поехала в Италию, Эмма Кроу последовала за ней. В Италии молодая девушка привлекла внимание Эдвина Кушмана, племянника Шарлотты (сына Сузан), за которого вышла замуж в апреле 1861 года.
В течение следующих лет Шарлотта Кушман открыла в себе способность к драматическому чтению сцен из драматургии, баллад, поэзии и других произведений. В 1871 году, вернувшись из Европы в США, она продолжила здесь карьеру чтеца. Последнее её выступление состоялось в бостонском Globe Theatre 15 мая 1875 года. После этого, имея достаточное состояние, она вышла на отдых.
В 1869 году Шарлотта Кушман прошла курс лечения от рака молочной железы. Эмма Стеббинс, пожертвовав своей карьерой, посвятила следующие годы уходом за подругой. Шарлотта умерла от пневмонии в её гостиничном номере на третьем этаже бостонского отеля Omni Parker House 18 декабря 1876 года. Была похоронена на кладбище Mount Auburn Cemetery города Кембридж, штат Массачусетс.
- Портреты Шарлотты Кушман
- Работы Томаса Салли
- Работы Уильяма Пейджа

## Память
- В 1915 году Шарлотта Кушман была избрана в Зал славы великих американцев, где ей установлен бюст работы американской женщины-скульптора Франсес Граймс.
- В 1907 году в США был создан в её честь клуб Charlotte Cushman Club. В 2000 году в Филадельфии был основан благотворительный фонд Charlotte Cushman Foundation.
- Когда Шарлотта жила в течение нескольких лет в Англии, она познакомилась с писательницей Geraldine Jewsbury, которая изобразила её в качестве одного из персонажей своего романа «The Half Sisters» (1848). Американская актриса Carolyn Gage, активистка феминистского движения, создала моноспектакль «The Last Reading of Charlotte Cushman».